# Wijken en buurten in Slochteren
De voormalige Nederlandse gemeente Slochteren is voor statistische doeleinden onderverdeeld in wijken en buurten. Slochteren is verdeeld in de volgende statistische wijken:
- Wijk 00 Slochteren-Kolham (CBS-wijkcode:004000)
- Wijk 01 Schildwolde-Hellum (CBS-wijkcode:004001)
- Wijk 02 Siddeburen (CBS-wijkcode:004002)
- Wijk 03 Harkstede (CBS-wijkcode:004003)
- Wijk 04 Overschild (CBS-wijkcode:004004)

Een statistische wijk kan bestaan uit meerdere buurten. Onderstaande tabel geeft de buurtindeling met kentallen volgens het Centraal Bureau voor de Statistiek (2008):
| CBS-buurtcode | Buurtnaam                                    | Inwonertal | Opp. totaal (ha) | Opp. land (ha) | Ligging                |
| ------------- | -------------------------------------------- | ---------- | ---------------- | -------------- | ---------------------- |
| BU00400000    | Slochteren                                   | 2240       | 211              | 208            | Locatie in de gemeente |
| BU00400001    | Kolham                                       | 920        | 222              | 222            | Locatie in de gemeente |
| BU00400002    | 's-Gravenschans en Ruiten                    | 110        | 347              | 347            | Locatie in de gemeente |
| BU00400003    | Rengerslaan                                  | 180        | 42               | 42             | Locatie in de gemeente |
| BU00400004    | Knijpslaan                                   | 300        | 57               | 57             | Locatie in de gemeente |
| BU00400006    | Froombosch                                   | 780        | 175              | 175            | Locatie in de gemeente |
| BU00400007    | Verspreide huizen ten oosten van Slochteren  | 130        | 853              | 849            | Locatie in de gemeente |
| BU00400008    | Verspreide huizen ten zuiden van Kolham      | 30         | 293              | 292            | Locatie in de gemeente |
| BU00400009    | Verspreide huizen in de Hooilandspolder      | 130        | 1575             | 1493           | Locatie in de gemeente |
| BU00400100    | Schildwolde                                  | 1460       | 282              | 282            | Locatie in de gemeente |
| BU00400101    | Hellum                                       | 520        | 171              | 170            | Locatie in de gemeente |
| BU00400102    | Meenteweg                                    | 150        | 117              | 117            | Locatie in de gemeente |
| BU00400108    | Verspreide huizen ten noorden van Het Siep   | 40         | 784              | 784            | Locatie in de gemeente |
| BU00400109    | Verspreide huizen in De Zanden               | 60         | 1384             | 1316           | Locatie in de gemeente |
| BU00400200    | Siddeburen                                   | 3020       | 314              | 314            | Locatie in de gemeente |
| BU00400201    | Oudeweg en Hoofdweg en Oostwolderweg         | 150        | 196              | 194            | Locatie in de gemeente |
| BU00400203    | Steendam                                     | 150        | 78               | 76             | Locatie in de gemeente |
| BU00400204    | Tjuchem                                      | 170        | 61               | 59             | Locatie in de gemeente |
| BU00400208    | Verspreide huizen in het Siddebuursterveen   | 140        | 780              | 773            | Locatie in de gemeente |
| BU00400209    | Verspreide huizen ten noorden van Siddeburen | 270        | 1985             | 1882           | Locatie in de gemeente |
| BU00400300    | Harkstede                                    | 2010       | 120              | 120            | Locatie in de gemeente |
| BU00400301    | Scharmer                                     | 920        | 184              | 177            | Locatie in de gemeente |
| BU00400302    | Hamweg                                       | 200        | 167              | 166            | Locatie in de gemeente |
| BU00400304    | Borgweg (gedeeltelijk)                       | 170        | 93               | 93             | Locatie in de gemeente |
| BU00400308    | Verspreide huizen ten oosten van Hamweg      | 100        | 913              | 884            | Locatie in de gemeente |
| BU00400309    | Verspreide huizen in het Westen              | 580        | 2065             | 1887           | Locatie in de gemeente |
| BU00400400    | Overschild                                   | 290        | 75               | 75             | Locatie in de gemeente |
| BU00400409    | Verspreide huizen Overschild                 | 340        | 2340             | 2108           | Locatie in de gemeente |